# 莫雷阿克
莫雷阿克（法語：Moréac，法語發音：[mɔʁeak]）是法国莫尔比昂省的一个市镇，位于该省中部偏北，属于蓬蒂维区。

## 地理
莫雷阿克（47°55'9"N, 2°49'16"W）面积60.3 平方千米，位于法国布列塔尼大區莫尔比昂省，该省份为法国西北部沿海省份，位于布列塔尼半岛南部，北起阿摩尔滨海省、西接菲尼斯泰尔省，南濒大西洋，东南接大西洋卢瓦尔省，东临伊勒-维莱讷省。
与莫雷阿克接壤的市镇（或旧市镇、城区）包括：雷吉尼、拉德纳克、圣阿卢埃斯特尔、比尼昂、洛克米内、普吕姆兰、埃沃利斯。

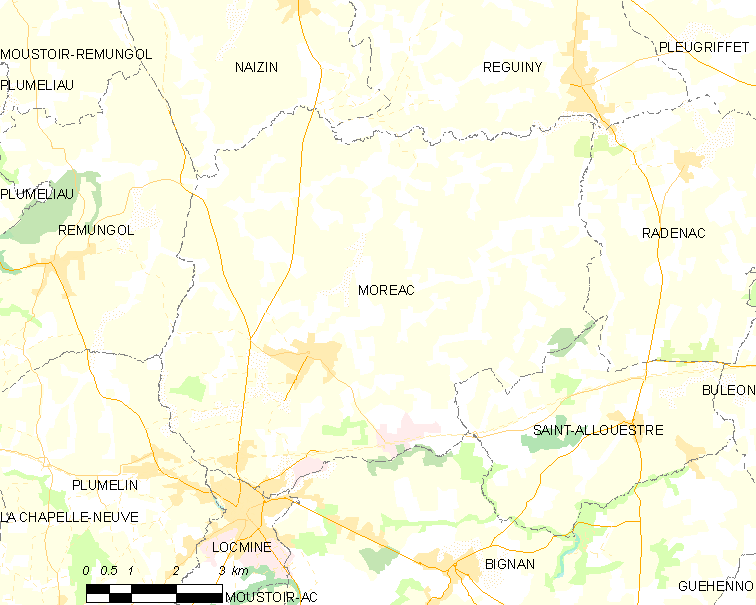
莫雷阿克的OSM定位图

莫雷阿克的时区为UTC+01:00、UTC+02:00（夏令时）。

## 行政
莫雷阿克的邮政编码为56500，INSEE市镇编码为56140。

## 政治
莫雷阿克所属的省级选区为莫雷阿克县。

## 人口

1962-2008年间莫雷阿克人口变化图示

莫雷阿克于2022年1月1日时的人口数量为3692人。